# Lee Chung-yong
Lee Chung-yong (kor. 이청용, ur. 2 lipca 1988 w Seulu) – piłkarz południowokoreański grający na pozycji pomocnika w VfL Bochum.

## Kariera klubowa
Karierę piłkarską Lee rozpoczął w klubie FC Seoul, zwanym poprzednio Anyang LG Cheetahs. W 2006 roku awansował do kadry pierwszego zespołu i wtedy też zadebiutował w jego barwach w rozgrywkach koreańskiej ligi. W 2006 roku zdobył z FC Seul Puchar Ligi Koreańskiej. Z kolei w 2008 roku wywalczył z nim wicemistrzostwo Korei Południowej. W zespole Seulu rozegrał 54 mecze i strzelił 11 goli.
W lipcu 2009 roku Lee odszedł z Seulu do Boltonu Wanderers za 2,2 miliona funtów. 29 lipca 2009 otrzymał pozwolenie na pracę w Wielkiej Brytanii, a 15 sierpnia 2009 zadebiutował w Premier League w przegranym 0:1 domowym spotkaniu z Sunderlandem. Pierwszego gola na angielskich boiskach strzelił 26 września 2009 w meczu z Birmingham City (2:1).
| Sezon   | Klub             | Kraj             | Rozgrywki      | Mecze | Bramki |
| ------- | ---------------- | ---------------- | -------------- | ----- | ------ |
| 2004    | FC Seoul         | Korea Południowa | K-League       | 0     | 0      |
| 2005    | FC Seoul         | Korea Południowa | K-League       | 0     | 0      |
| 2006    | FC Seoul         | Korea Południowa | K-League       | 4     | 0      |
| 2007    | FC Seoul         | Korea Południowa | K-League       | 15    | 3      |
| 2008    | FC Seoul         | Korea Południowa | K-League       | 20    | 5      |
| 2009    | FC Seoul         | Korea Południowa | K-League       | 15    | 3      |
| 2009/10 | Bolton Wanderers | Anglia           | Premier League | 34    | 4      |
| 2010/11 | Bolton Wanderers | Anglia           | Premier League | 31    | 3      |
| 2011/12 | Bolton Wanderers | Anglia           | Premier League | 2     | 0      |
| 2012/13 | Bolton Wanderers | Anglia           | Championship   | 41    | 4      |
| 2013/14 | Bolton Wanderers | Anglia           | Championship   | 45    | 3      |
| 2014/15 | Bolton Wanderers | Anglia           | Championship   | 23    | 3      |
| 2014/15 | Crystal Palace   | Anglia           | Premier League | 3     | 0      |
| 2015/16 | Crystal Palace   | Anglia           | Premier League | 10    | 1      |

## Kariera reprezentacyjna
W 2007 roku Lee wystąpił z reprezentacją Korei Południowej U-20 na Mistrzostwach Świata U-20. W dorosłej reprezentacji zadebiutował 31 maja 2008 roku w zremisowanym 2:2 meczu eliminacji do Mistrzostw Świata w RPA z Jordanią. W 2009 roku awansował z Koreą na ten turniej.